# Aeropuerto Internacional Antonio Nicolás Briceño
El Aeropuerto Internacional Antonio Nicolás Briceño, también conocido como Aeropuerto Cnel Antonio Nicolás Briceño (IATA: VLV, OACI: SVVL) y anteriormente conocido como Aeropuerto Nacional Antonio Nicolás Briceño, es el principal terminal aéreo del Estado Trujillo en los andes venezolanos, se ubica en la avenida principal La Hoyada en el Municipio San Rafael de Carvajal sobre una meseta, el cual sirve a Valera , principal ciudad del estado Trujillo.
En el año 2014 el director del Servicio Autónomo de Aeropuertos del estado Trujillo (SAET), Aníbal Villegas, anunció mejoras y remodelaciónes en el aeropuerto tales como, la construcción de tanques de almacenamiento de combustible, la adquisición de dos camiones cisternas para distribuir el combustible, la instalación del sistema PAPI 4 en la pista 21, así como la mejora del sistema de balizaje nocturno el cual funciona desde 2005 y lo cual fue concretado.
Posteriormente en el año 2015 se realiza el cambio de 5,5 km de cercado perimetral, reparación y reasfaltado de la pista, instalación de aire acondicionado en la terminal y la remodelación y ampliación del mismo en su área de espera la cual para este año 2018 no ha sido concluida.
En el mes de marzo del año 2016 se elevó la categoría del aeropuerto nacional a internacional. Actualmente el aeropuerto cuenta con una pequeña aduana y área de migración.

## Historia
El Campo de aviación de Valera se construyó en el año 1937 donde arribaron aeronaves de pequeña envergadura por poco tiempo, Posteriormente para el Año 1941 bajo el mandato del Entonces Presidente de los Estados Unidos de Venezuela General Isaías Medina Angarita y el presidente del Estado Trujillo, el doctor Numa Quevedo comenzó la construcción del Aeródromo de Valera sobre los terrenos del antiguo campo de aviación de la entidad. Fue inaugurado el 14 de noviembre de 1942 con una pista de tierra de mil metros de longitud por el mismo presidente Angarita con vuelos de la Línea Aeropostal Venezolana desde la ciudad de Caracas. 
Para el Año 1943 se realiza la construcción del estacionamiento y terminal de pasajeros diseñados por el arquitecto Carlos Raúl Villanueva quien para ese entonces se desempeñaba como arquitecto del Ministerio de Obras Públicas, y director de edificios del MOP. Además se construye una vía de acceso desde la Avenida Principal de La Hoyada hasta el aeródromo y como existe una quebrada antes de la terminal se debió construir un pequeño puente para comunicar ambos lados. Posteriormente el lunes 9 de diciembre del año 1944 Aerovías Venezolanas (Avensa) abre sus vuelos de lunes a sábado con la ruta Maiquetía - Barquisimeto - Valera - San Antonio en aeronaves Douglas DC-3, vuelos que se mantuvieron hasta 2002.
En el Año 1946 la recién creada línea aérea TACA de Venezuela comenzó operaciones en el Aeródromo de Valera con sus Douglas DC-3, Durante las décadas de 1950, 1960 y 1970 el aeródromo no sufrió mayores cambios en su infraestructura. Para ese entonces solo Aeropostal y Avensa operaban, puesto que la línea aérea TACA de Venezuela había sido vendida y posteriormente absorbida por Aeropostal. En la década de 1980 un grupo de arquitectos y empresarios del Estado Trujillo inician un proyecto de ampliación, remodelación y construcción del Aeropuerto de Valera ubicado en los terrenos del Aeródromo, proyecto realizado por el Gobierno Nacional. Los cambios hechos fueron la construcción de una nueva terminal de pasajeros acorde con los requerimientos de ese entonces, una nueva rampa de concreto que soportara aeronaves Como el Boeing 727 Douglas DC-9 y Boeing 737 de las Líneas Avensa y Aeropostal así como la ampliación de la pista a dos mil metros de largo por cuarenta y cinco metros de ancho. El nuevo Aeropuerto fue inaugurado a mediados de los años 80.
Durante los años 1990 se incorporan las aerolíneas Servivensa Línea Aérea IAACA y Avior Airlines con vuelos hacia las ciudades de Barinas, Mérida, Maracaibo, Barquisimeto, Caracas y San Antonio del Táchira en conjunto con Aeropostal y Avensa. Iniciando el nuevo milenio las Aerolíneas Aeropostal y Avensa-Servivensa, esta última bajo una grave crisis que la llevó posteriormente a la quiebra suspenden su actividades comerciales en el aeropuerto. Para el Año 2006 la Línea Aérea IAACA se declara en quiebra y se suspenden todas sus actividades, Para ese entonces la única Aerolínea que ofrecía vuelos en el Aeropuerto era Avior Airlines, Durante 2008 y 2009 el entonces gobernador del Estado Hugo Cabezas entró en conflicto político con la empresa Avior y esta solicitó apoyo a La Aerolínea Rutaca para cubrir sus vuelos y el Instituto Aeronáutico de Aviación Civil Venezolano INAC realizó un estudio de la pista y concluyó que las aeronaves Boeing 727 Douglas DC-9 y Boeing 737 no podían seguir operando en dicha pista debido a su inclinación (algo que nunca ha quedado muy claro por cuanto durante años aterrizaron aeronaves jet sin ningún tipo de problema incluido el Airbus presidencial del entonces Presidente Chávez). Con esto último Avior cesa sus operaciones comerciales, Para el año 2011 y aun sin operaciones comerciales el entonces Presidente de Venezuela Hugo Chávez anuncio la apertura de vuelos desde la ciudad capital del país hasta la entidad en Aeronaves ATR 42 ATR 72 y de Havilland Canada Dash 7 y en ese mismo año iniciaron operaciones. 
Para el año 2012 la Directiva de Avior Airlines propuso la creación de una línea aérea regional que cubriera la demanda a las Ciudades que anteriormente operaban y para el año 2013 Avior Airlines abre nuevamente sus vuelos hacia la Ciudad de Caracas con aeronaves Fokker 50, Posteriormente en el Año 2014 la estatal Conviasa suspende sus operaciones y a su vez Avior Airlines también cesa sus operaciones. Para marzo de 2015 la recién creada Avior Regional inaugura sus operaciones con un Vuelo desde la Ciudad de Caracas hasta la entidad con frecuencia los días lunes, miércoles y viernes, vuelos que duraron corto tiempo siendo suspendidos nuevamente en 2016 y permanecen suspendidos para la totalidad de vuelos y aerolíneas comerciales para el año  2018. Durante el año 2015 se realizaron importantes mejoras en la pista y terminal del aeropuerto y área perimetral del mismo. En febrero de 2016 se tramitaron los permisos para Internacionalizar el Aeropuerto. Avior Regional ha demostrado la intención de abrir vuelos hacia la isla de Curazao algo que aún no se ha materializado. El Día 10 de mayo de 2016 a las 3:00 PM HLV un Avro RJ 85 de la Aerolínea Boliviana LaMia Corporation inauguró el Aeropuerto Internacional, con un vuelo proveniente de Cochabamba, Bolivia (tres jets de LaMia estuvieron aparcados en el aeropuerto durante varios meses por conflictos de vuelo de esta aerolínea, incluyendo al siniestrado avión Avro turbojet del equipo Chapecoense).
La ciudad de Valera y toda la región esperan la reactivación de su aeropuerto, uno de los mejores de Venezuela, para reconectar a esta ciudad y reactivar el turismo y las actividades comerciales.
En el año 2023 por parte de los organismos del estado se implementa los planes para renovación del terminal y pista, concluyendose para el mes de Septiempre, así mismo se reabrieron en el aeropuerto el restaurante y servicio de taxis para la llegada de los pasajeros. al finalizar y pasar las revisiones y vuelos de prueba por parte del INAC. la aerolínea Conviasa reinaugura la ruta Caracas-Valera-Caracas, así mismo al poco tiempo se une la aerolínea Albatros Airlines, Para el año 2024, mes de agosto aun la aerolínea Conviasa sigue operando con total normalidad, incluyendo la aviación general (vuelos privados) al aeropuerto, se estima que para finales del año, el aeropuerto cuente con sistema de reabastecimiento de AVG GAS, combustible usado para los aviones, de manera que aumente el tráfico en el aeropuerto, y se hagan conexiones con Curazao Y Margarita con vuelos directos desde Valera.

## Incidentes
Vuelo 2197: el día 13 de agosto de 2012 una aeronave de fabricación europea ATR 72-212, matrícula YV2421, perteneciente a la línea aérea estatal Conviasa con 70 personas a bordo (67 pasajeros y 3 tripulantes), en plena carrera de despegue al momento de Velocidad de No Retorno recibió una alerta que obligó al piloto a frenar repentinamente y debido presuntamente a la longitud limitada de la pista, tuvo que desviarse hacia unos matorrales, quedando muy cerca de un barranco. Los pasajeros descendieron del avión por sus propios medios y caminaron de vuelta al aeropuerto. Debido al fuerte olor a combustible, la aeronave fue rociada con espuma por el Cuerpo de Bomberos de dicho terminal. Resultando solo un herido leve. La aeronave sufrió daños en el tren de aterrizaje y parte del fuselaje.

## Aerolíneas y destinos
| Destinos por aerolínea                 | Destinos por aerolínea             |
| Aerolíneas                             | Ciudades                           |
| -------------------------------------- | ---------------------------------- |
| Conviasa 2 destinos                    | Nacionales (2): Caracas / Porlamar |
| Total: 2 destinos, 1 país, 1 aerolínea |                                    |

### Destinos nacionales
| Ciudades                                                           | Nombre del aeropuerto                               | Aerolíneas | Frecuencias |
| ------------------------------------------------------------------ | --------------------------------------------------- | ---------- | ----------- |
| Caracas - Distrito Capital                                         | Aeropuerto Internacional de Maiquetía Simón Bolívar | Conviasa   |             |
| Nueva Esparta - Porlamar                                           | Aeropuerto Internacional del Caribe Santiago Mariño | Conviasa   | 2           |
| Total: 2 destinos, 2 estados, 1 aerolínea, 2 frecuencias semanales |                                                     |            |             |

## Aeronaves que han Operado Comercialmente
Listado de las Aeronaves Conocidas que prestaron o prestan servicio Comercial en el Aeropuerto:
- Ford Trimotor
- Douglas DC-3
- Convair 240
- Convair 580
- Fokker 27
- DHC-6
- Dash 7
- Dash 8 Q400
- Avro RJ85
- ATR 42
- ATR 72
- Beech 1900D
- Embraer 120
- Embraer 190
- Douglas DC-9
- McDonnell Douglas MD-80
- Boeing 727-100
- Boeing 727-200
- Boeing 737-200
- Boeing 737-300
- Fokker 50

## Antiguos operadores
- Rutaca Desde 2008 Hasta 2008

- Línea Aérea IAACA Desde 1992 Hasta 2006

- Avensa Desde 1946 Hasta 1998

- Línea Aérea TACA de Venezuela Desde 1946 Hasta la venta de La Aerolínea a Aeropostal

- Aeropostal Desde 1942 Hasta 1994

- Avior Airlines Desde 1997 Hasta 2009 - Desde 2013 Hasta 2014

- Avior Regional Desde 2015 Hasta 2017

- Albatros Airlines Desde 2023 Hasta 2024